# Dysschema thyridina
Dysschema thyridina là một loài bướm đêm thuộc phân họ Arctiinae, họ Erebidae.